# Ampedus balteatus
Ampedus balteatus är en skalbaggsart som först beskrevs av Carl von Linné 1758.  Ampedus balteatus ingår i släktet Ampedus, och familjen knäppare. Arten är reproducerande i Sverige.

## Bildgalleri

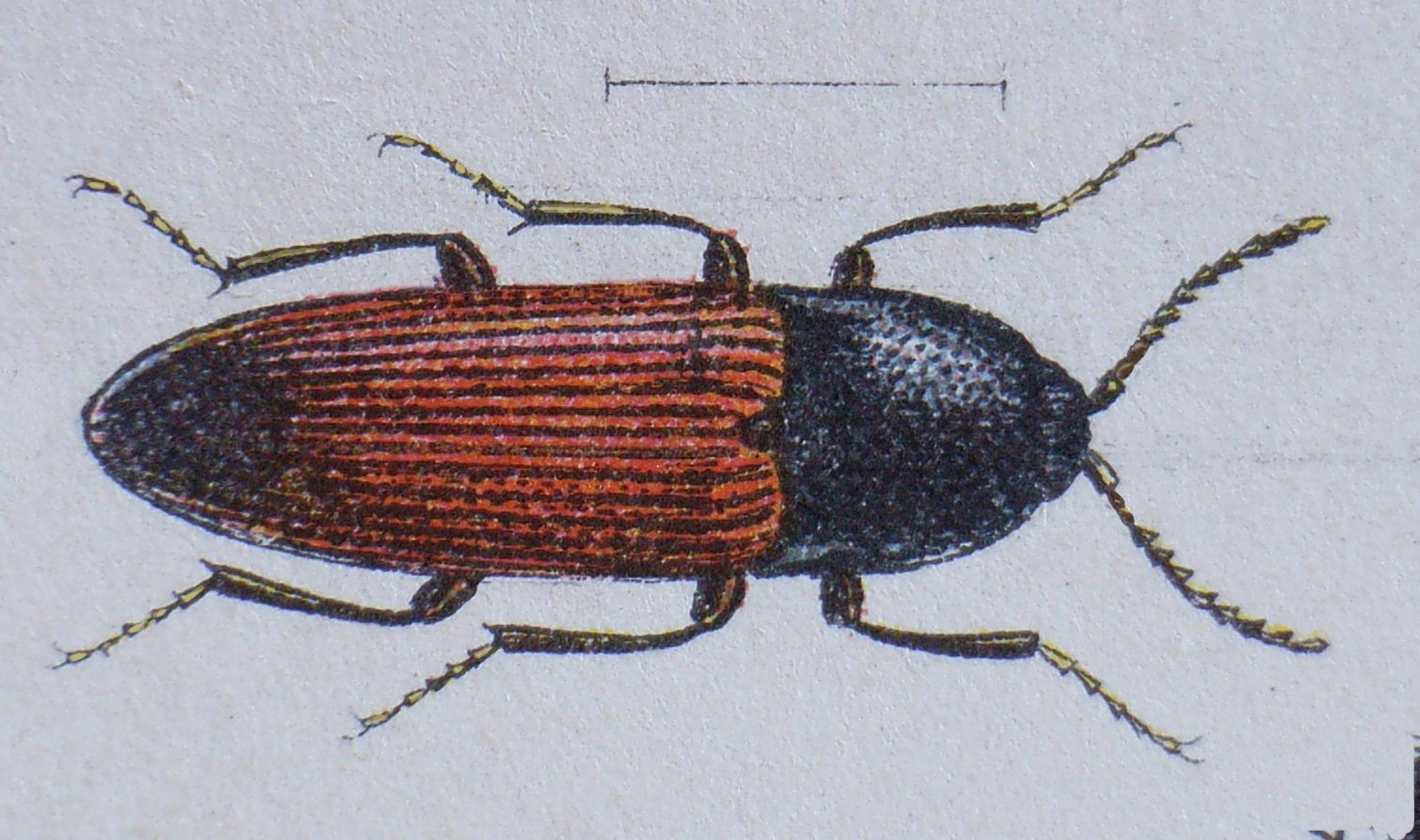
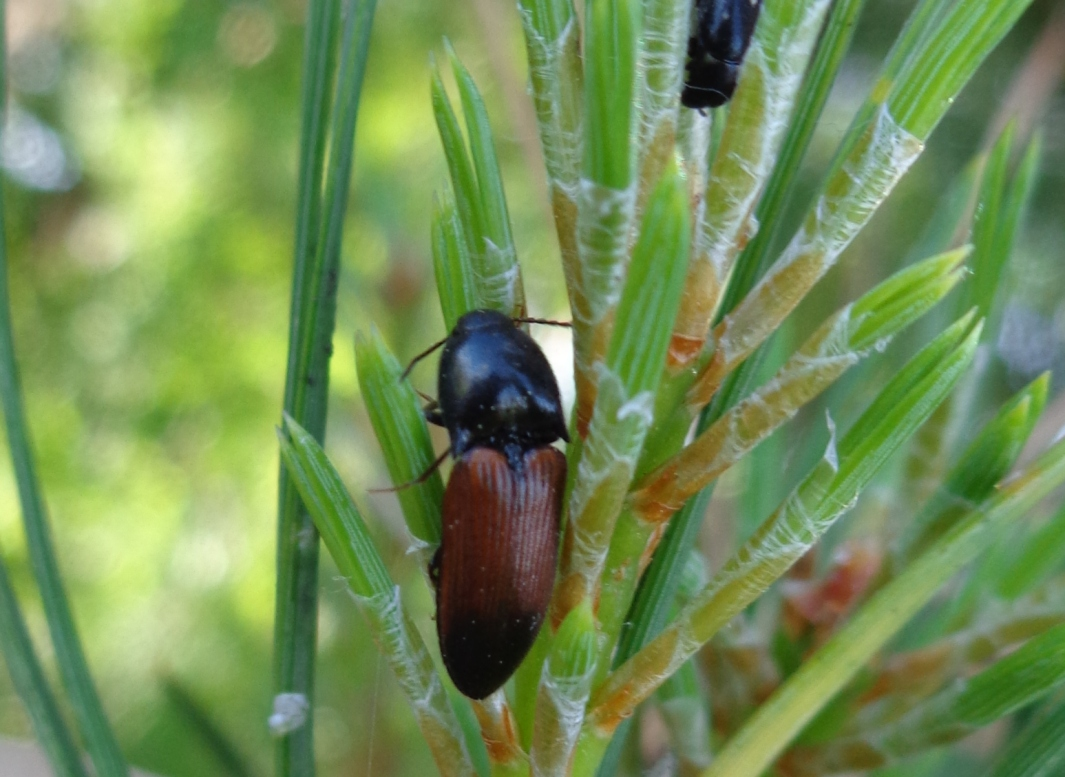